# Манфрија
Манфрија је насеље у Италији у округу Калтанисета, региону Сицилија.
Према процени из 2011. у насељу је живело 43 становника. Насеље се налази на надморској висини од 24 м.